# Yva

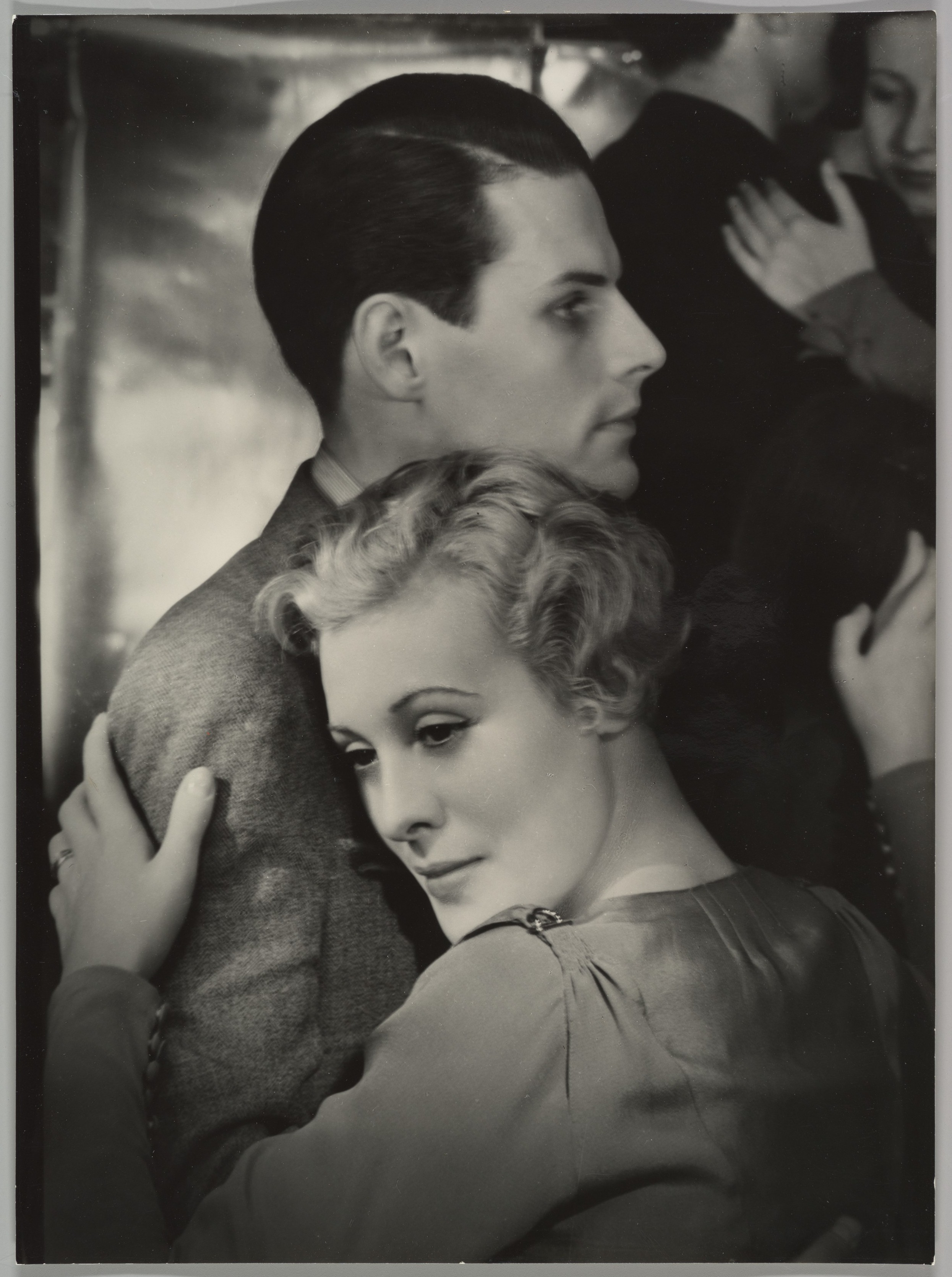
Tanzbar, asi 1930

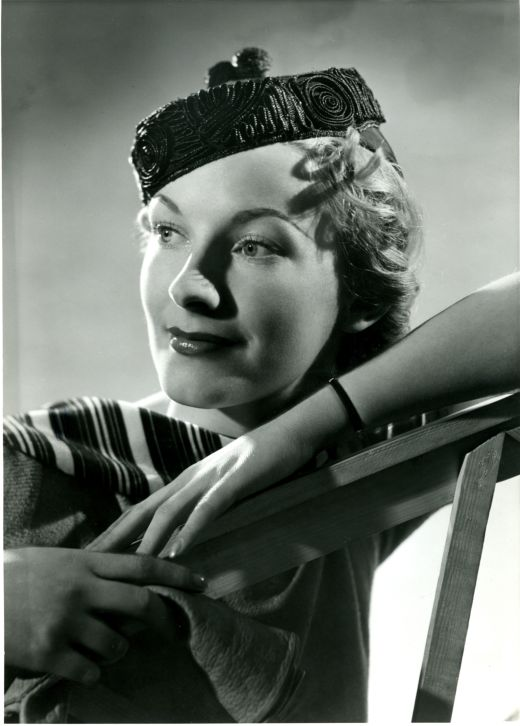
Modelka Karin Stilke

Yva (26. ledna 1900, Berlín – 31. prosince 1944, vyhlazovací tábor Sobibor) byl profesionální pseudonym Else Ernestine Neuländer-Simon, která byla německá židovská fotografka známá svými snovými, vícenásobně exponovanými snímky. Jako jedna z prvních fotografek, která uznala komerční potenciál fotografie, se během Weimarské republiky stala přední fotografkou v Berlíně.
Když se nacistická strana dostala k moci, byla nucena pracovat jako rentgenoložka. Během druhé světové války v roce 1942 byla deportována gestapem a zavražděna, pravděpodobně v koncentračním táboře Majdanek.

## Mládí
Else Ernestine Neuländer se narodila 26. ledna 1900 v Berlíně jako nejmladší dítě židovského obchodníka a mlynáře. Její otec zemřel, když jí bylo dvanáct, a její matka se musela starat o devět sirotků. Neuländer pravděpodobně studovala na berlínském Lettehausu a dokončila školní docházku a šestiměsíční stáž, aby se naučila své řemeslo.

## Kariéra
V roce 1925 založila Neuländer vlastní fotografický ateliér s profesionálním pseudonymem Yva na výhodném místě poblíž ulice Kurfürstendamm. V roce 1926 krátce spolupracovala s malířem a fotografem Heinzem Hajkem-Halkem, ale kvůli sporu o autorská práva své partnerství přerušili. Její bratr Ernst Neuländer byl spolumajitelem modelingového salonu Kuhnen a najal ji, aby fotografovala jeho modely. V roce 1927 mohla v Die Dame publikovat deset fotografií, které posloužily jako průlom v nejlepších módních časopisech té doby. Přijala modernistický přístup s využitím technické kompozice a avantgardních obrazů, a to jak zachycením dobové sexuální revoluce, tak zdůrazněním ženské formy neohroženými způsoby, což jí umožňovalo flexibilitu umělkyně. Její rozhodnutí vstoupit do terénu bylo samo o sobě výzvou pro přijatou normu dne, kdy muži byli umělci a ženy pasivními modelkami.
V roce 1927 se Yva stala známou specializací na módu, akty a portréty, ale stále více poznávala komerční aspekty fotografie a byla jednou z prvních profesionálek, které pracovaly v reklamě. Jednou z takových reklam byla kampaň vytvořená pro film Amor Skin, která využívala vícenásobných expozic filmu k vytvoření snových surrealistických obrazů. Během krátké doby si získala pověst díky svým inovativním snímkům a stala se přispěvatelkou do magazínů, fotografických časopisů a periodik včetně Berliner Illustrirte Zeitung, Die Dame, módního časopisu Elegant Welt nebo Gebrauchsgraphik. Účastnila se také mezinárodních výstav, včetně výstavy Film und Foto v roce 1929 ve Stuttgartu, výstavy Das Lichtbild roku 1930 v Mnichově nebo prvního mezinárodního bienále fotografického umění v roce 1932, které se konalo v Římě. V roce 1933 se účastnila jak každoročního mezinárodního pařížského salonu fotografie aktů La Beauté de la femme a také výstavy The Modern Spirit in Photography londýnské Královské fotografické společnosti.
Fotografku Yvu zastupovala agentura Schostal Photo Agency (Agentur Schostal)  Od roku 1929 se její fotografické „příběhy“ začaly objevovat v Uhu Magazine vydavatele Ullstein Verlag. Byla uzavřena smlouva na výrobu 27 montáží, ale jen 20 se objevilo před tím, než byl časopis nucen svou činnost ukončit. Fotografické proužky (stripy) v akčním sledu vyprávějí příběhy mladých žen, které přicházejí z provincií do berlínské metropole, aby hledaly své štěstí a představovaly technický krok mezi statickými snímky a filmy. V roce 1933, přestože nacistická strana začala ukončovat provozování židovských podniků a zveřejnila její jméno na seznamu nežádoucích osob, se Yva rozhodla rozšířit své podnikání. Nejednoznačnost nacistické politiky její asimilace do nežidovské komunity a zaměstnávání deseti asistentů, kteří nebyli Židé, vedly Yvu k falešnému pocitu bezpečí. Od svých reklamních a módních klientů antisemitismus nezažila a nejprve se přestěhovala do většího studia na Bleibtreustraße, než se následujícího roku krátce po svatbě znovu přestěhovala na Schlüterstraße. V roce 1934 se provdala za Alfreda Simona který se vzdal své vlastní kariéry, aby řídil obchodní aspekty firmy Yva.
V roce 1936 Yva najala mladého asistenta Helmuta Neustädtera, který se později stal známým módním fotografem Helmutem Newtonem. Téhož roku arizovala svou firmu a převedla vlastnictví na svou přítelkyni, historičku umění Charlotte Weidlerovou, aby mohla pokračovat v provozu. Yva připravila plány na emigraci poté, co dostala nabídku zaměstnání od Life na práci v New York City. Její manžel ji přesvědčil, aby od plánů upustila a zůstala v Německu v naději, že se to zlepší, protože si nedokázal představit, že začíná znovu na novém místě, kde ani nemluví tímto jazykem. Simon hádal špatně, protože v roce 1938 měla Yva novou sérii předpisů zakázáno fotografovat a byla nucena zavřít své studio. Do roku 1942 pracovala jako asistentka na rentgenologickém oddělení Židovské nemocnice v Berlíně. V roce 1942 vynaložili manželé úsilí, aby opustili Německo, protože po jejich zatčení bylo v přístavu v Hamburku identifikováno 34 beden s jejich věcmi, většinou plné fotografického vybavení. Dvacet jedna beden bylo zničeno při bombardování a dalších 13 bylo vydraženo, aby se vyrovnaly náklady na jejich skladování.
Else a Alfred Simon byli zatčeni gestapem 1. června 1942 a 13. června byli posláni přes „15 Osttransport“ do vyhlazovacích táborů. Jejich transport měl směřovat do vyhlazovacího tábora Sobibor, ale cestou byl vlak přesunut na vedlejší kolej v polském Lublinu a bylo vybráno 1030 vězňů, kteří pokračovali do Sobiboru. Zbývající vězni, počet zůstává nejasný, byli posláni do koncentračního tábora Majdanek. Žádné transportní seznamy pro tuto deportaci nedoložily, kde se manželé nacházely, ačkoli židovský registr v Jad vašem ukazuje, že Alfred Simon byl zavražděn v Majdanku. Žádný záznam o smrti Yvy se neobjevil. Je pravděpodobné, že oba byli zavražděni po příjezdu do tábora, pravděpodobně ještě v roce 1942. Else Ernestine Neuländerová byla oficiálně prohlášena za mrtvou 31. prosince 1944. Kamenné dlažební kostky zvané Stolpersteine s pamětním textem byly umístěny před jejím posledním domovem na Schlüterstraße čp. 45 dne 29. listopadu 2005.

## Dědictví
V roce 2001 byla retrospektiva autorčiny práce představena ve Skrytém muzeu (německy: Das Verborgenes Museum) v Charlottenburgu. Následující rok byly její fotografie vystaveny na výstavě ve Stadtmuseum Berlin. V roce 2002 vyšla biografická knížka Yva: Photographies 1925–1938, ve které hodnotili její práci a fotografie Marion Beckers a Elisabeth Moortgat a vydalo ji v němčině a angličtině nakladatelství Wasmuth Publishing.

## Fotogalerie

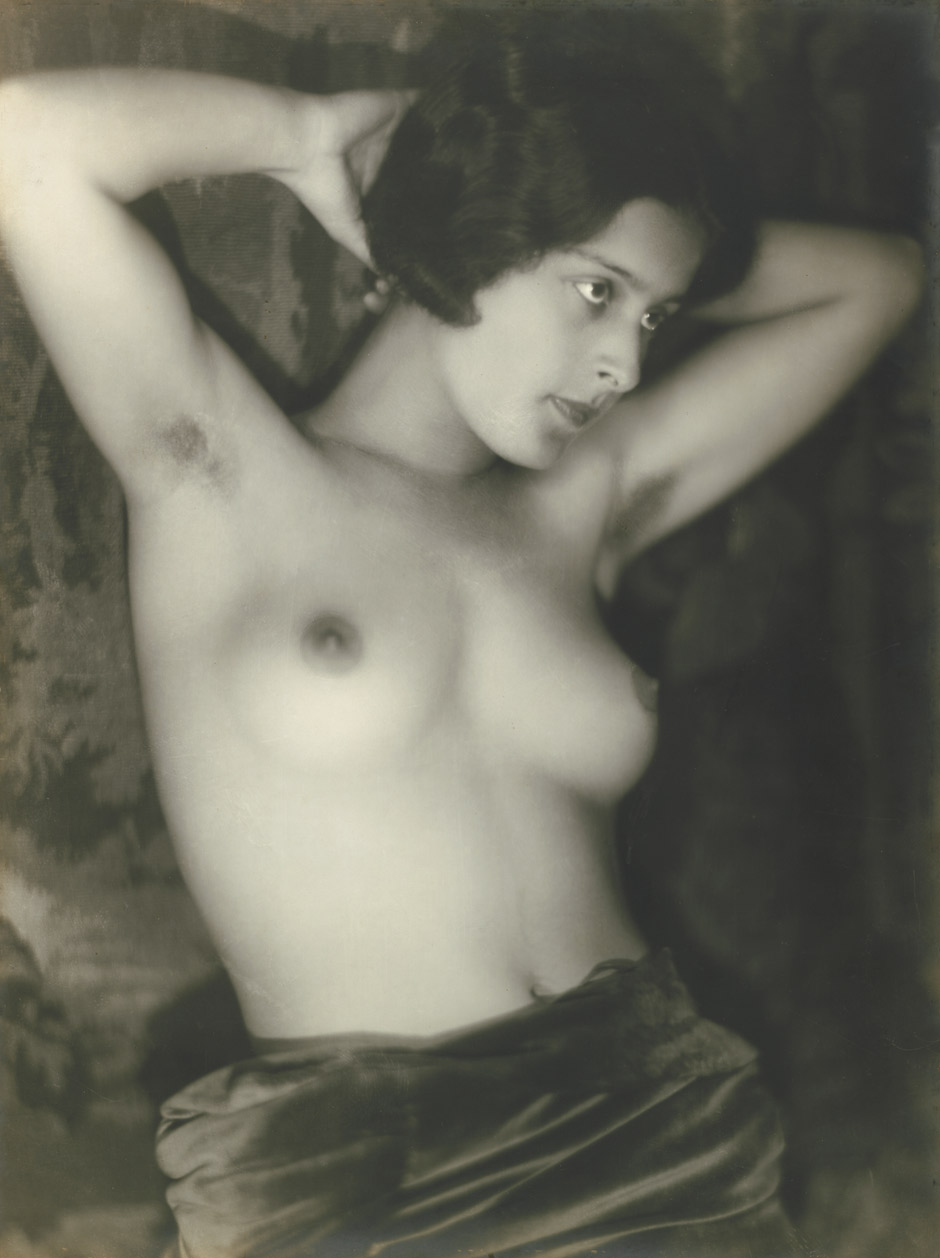
Žena, poloakt, 1920
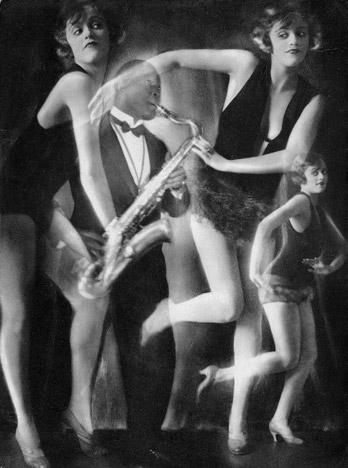
Charleston, 1926–1927
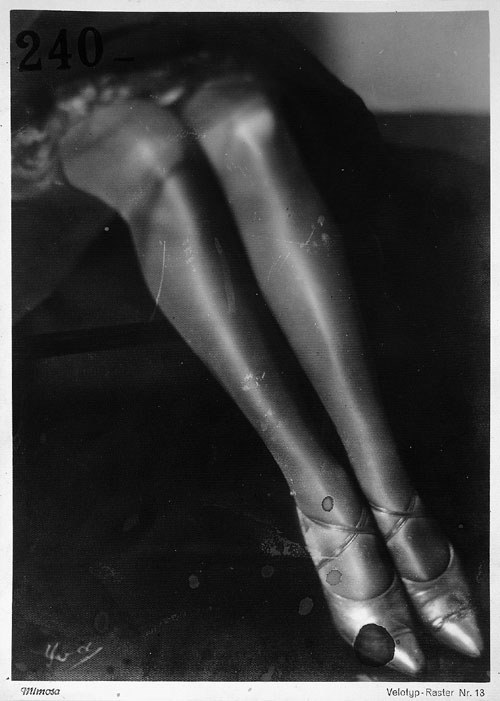
Nohy, 1927–1928
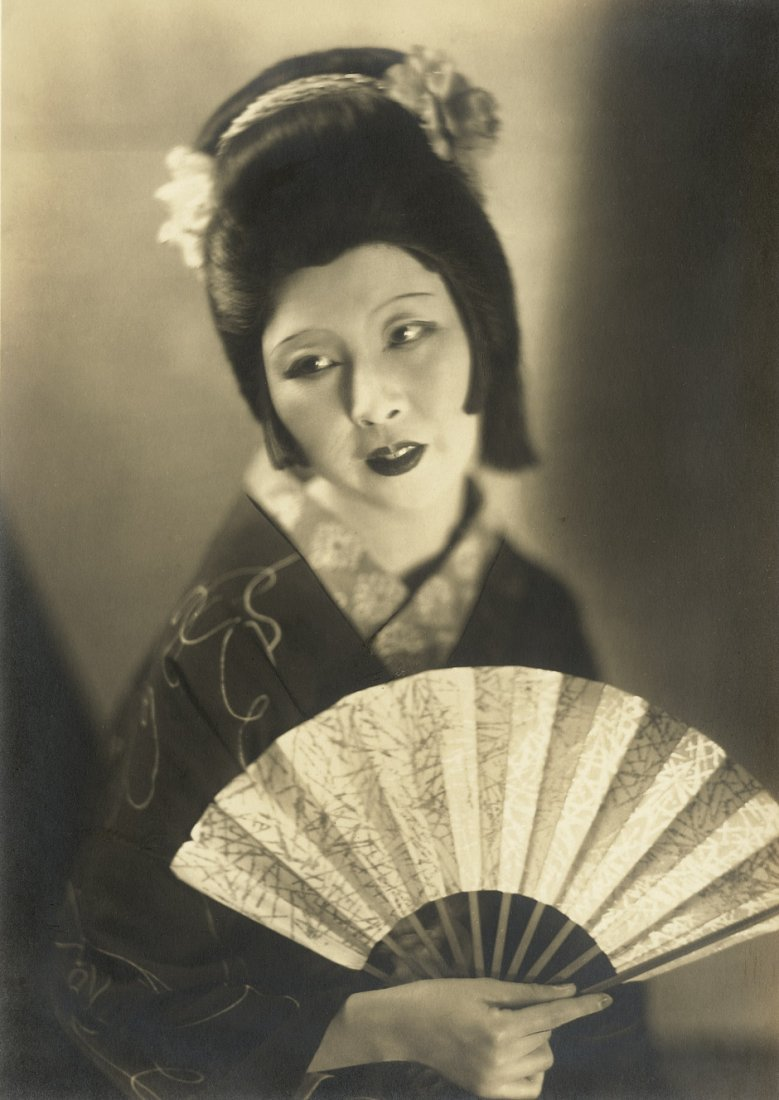
Japonská tanečnice Takebayashi, 1929
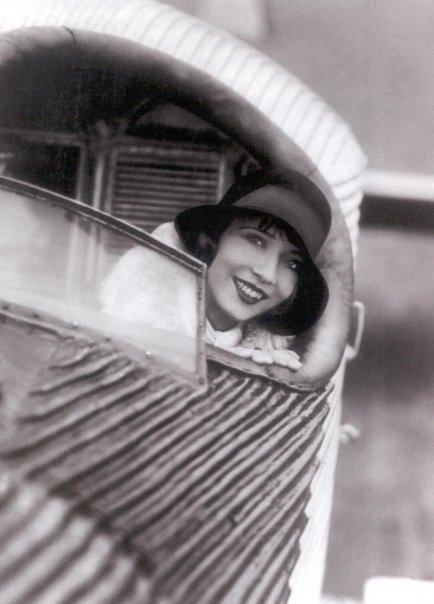
Ramona v malém létajícím stroji, 1929
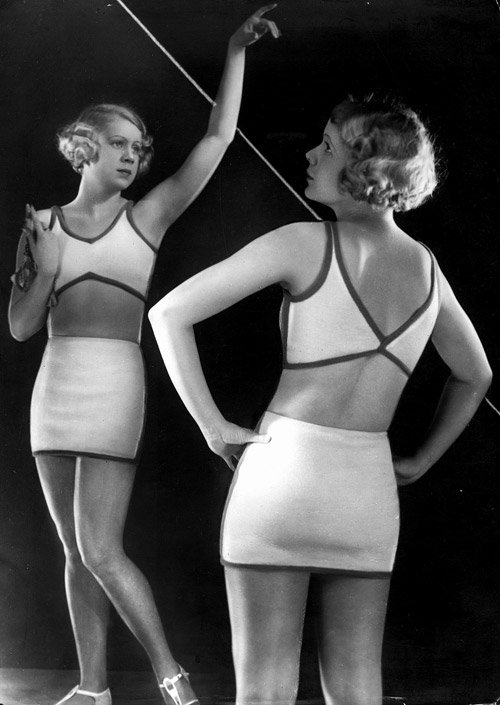
Plavky model Schenk, asi 1930
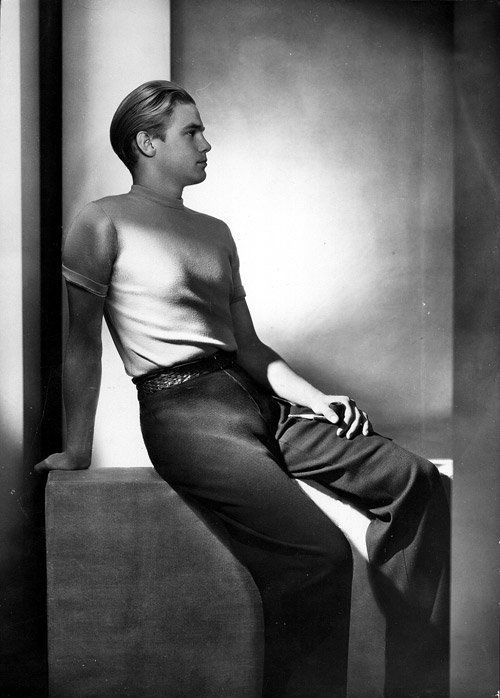
Modelka Jantzen, asi 1932
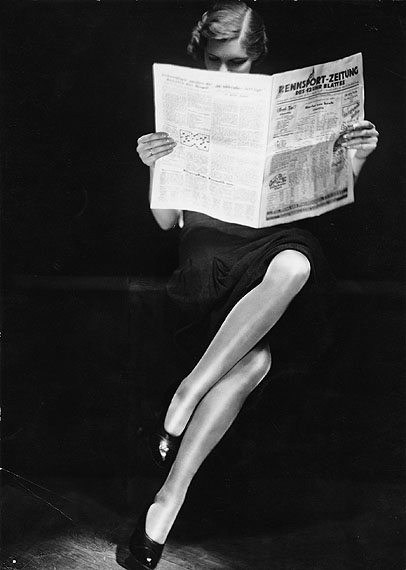
Lady čte noviny, asi 1932
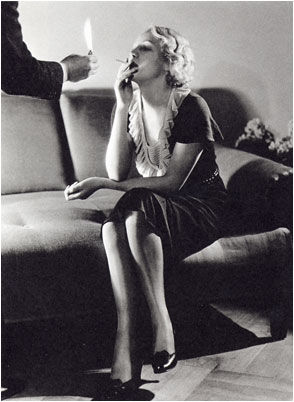
Bez názvu (Kouření), asi 1932
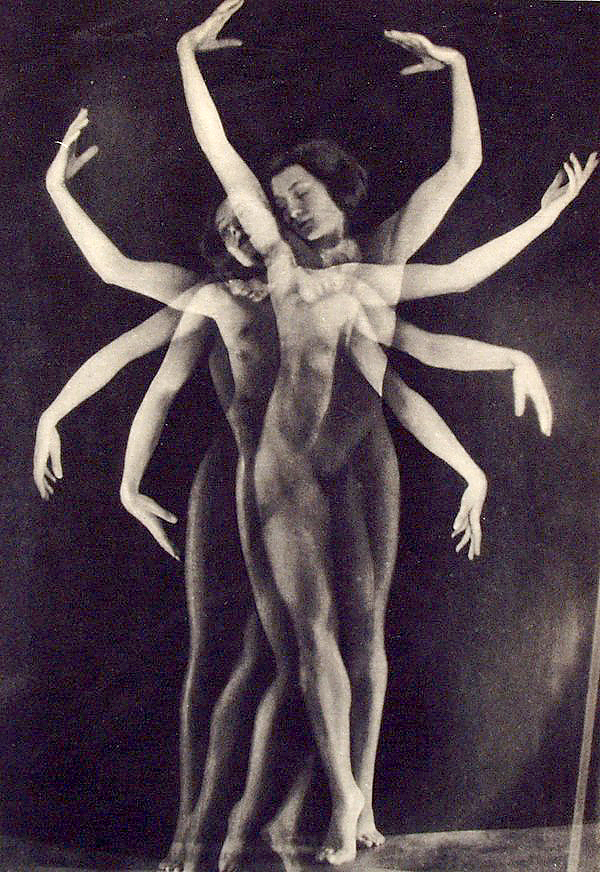
Tanec, asi 1933